# باشگاه فوتبال یوونتوس (نیکاراگوئه)
باشگاه فوتبال یوونتوس که با نام یوونتوس یا یوونتوس ماناگوا نیز شناخته می‌شود، یک باشگاه فوتبال حرفه‌ای از نیکاراگوئه مستقر در ماناگوآ، نیکاراگوئه است که در حال حاضر در لیگ برتر نیکاراگوئه بازی می‌کند.

## تاریخچه
یوونتوس ماناگوا در سال ۱۹۷۷ تاسیس شد و از آن زمان تاکنون وارد و خارج از دسته اول نیکاراگوئه شده است. بزرگترین دوره موفقیت آنها در اوایل دهه ۱۹۹۰ بود، زمانی که آنها قهرمانی‌های پشت سر هم در سال‌های ۱۹۹۳ و ۱۹۹۴ را به دست آوردند. پس از آن، آنها مدت زیادی را خارج از لیگ دسته اول گذراندند و تا سال ۲۰۱۱ بازنگشتند. از زمان بازگشت آنها در سال ۲۰۱۱، باشگاه کاملاً در وسط جدول بوده است. آنها با موفقیت یک بحران مالی جدی را در سال ۲۰۱۴ پشت سر گذاشتند.

## افتخارات
- لیگ برتر نیکاراگوئه: ۲ قهرمانی
- دسته دوم نیکاراگوئه: ۱ قهرمانی